# Харрис, Эдвин
Эдвин Харрис (англ. Edwin Harris; 1855, Бирмингем — 1906, там же) — английский художник-постимпрессионист, член художественной колонии Ньюлинская школа.

## Жизнь и творчество
Э.Харрис с 1870 года учился в Бирмингемской художественной школе, где работал под руководством Чарльза Моргана, Ф. Джексона и Эдварда Р. Тейлора. Среди его сокурсников были Уолтер Лэнгли, Уильям Джон Уэйнрайт и Уильям Брекспир. Харрис был назначен помощником мастера и через два года создал собственную студию, где занимался живописью и давал уроки. В 1877 году он начинает выставляться в галерее Бирмингемского королевского общества художников. Затем учился в Антверпене, в бельгийской Королевской академии изящных искусств, у Шарля Верла. В 1880 году Харрис возвращается в Бирмингем, и со следующего, 1881 года, совершает летние поездки на этюды в Бретань, а также в корнуольский рыбацкий посёлок Ньюлин, в котором в 1883 году живописец и поселился. В начале 1880-х годов сюда приезжают и многие другие художники, в том числе Томас Готч, Стэнхоуп Форбс, Перси Крафт, Норман Гарстин и другие. Харрис живёт в Ньюлине 12 лет, до 1895 года, а затем вплоть до своей смерти в 1906 году проживает попеременно в различных местечках южной Англии.
С 1882 по 1904 год Э.Харрис выставляет в Королевской академии художеств 13 своих полотен. Художник писал преимущественно жанровые картины и пейзажи, и добился в этой области больших успехов — однако наибольшее развитие его талант получил в портретной живописи. Полотна Э. Харриса можно увидеть в музеях и художественных галереях Лондона, Дублина, Бирмингема, Манчестера, Ливерпуля и других городов Великобритании.

## Галерея

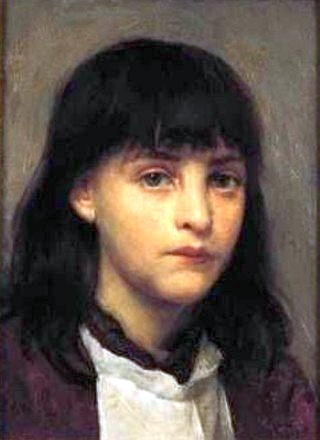
Портрет девочки
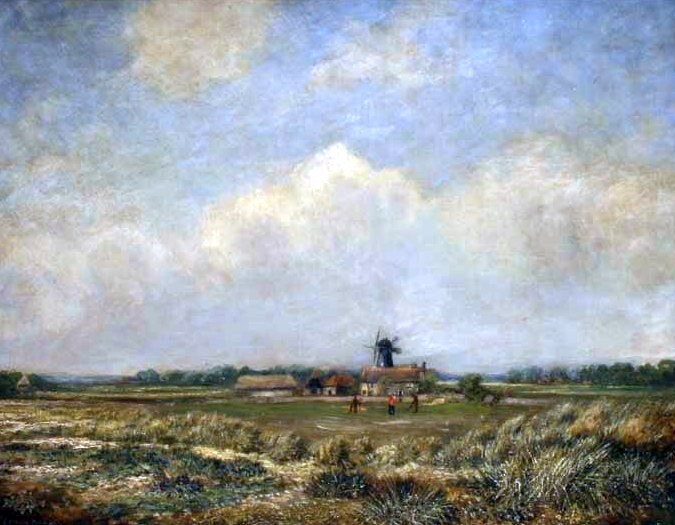
Сельский пейзаж (1880-е годы)
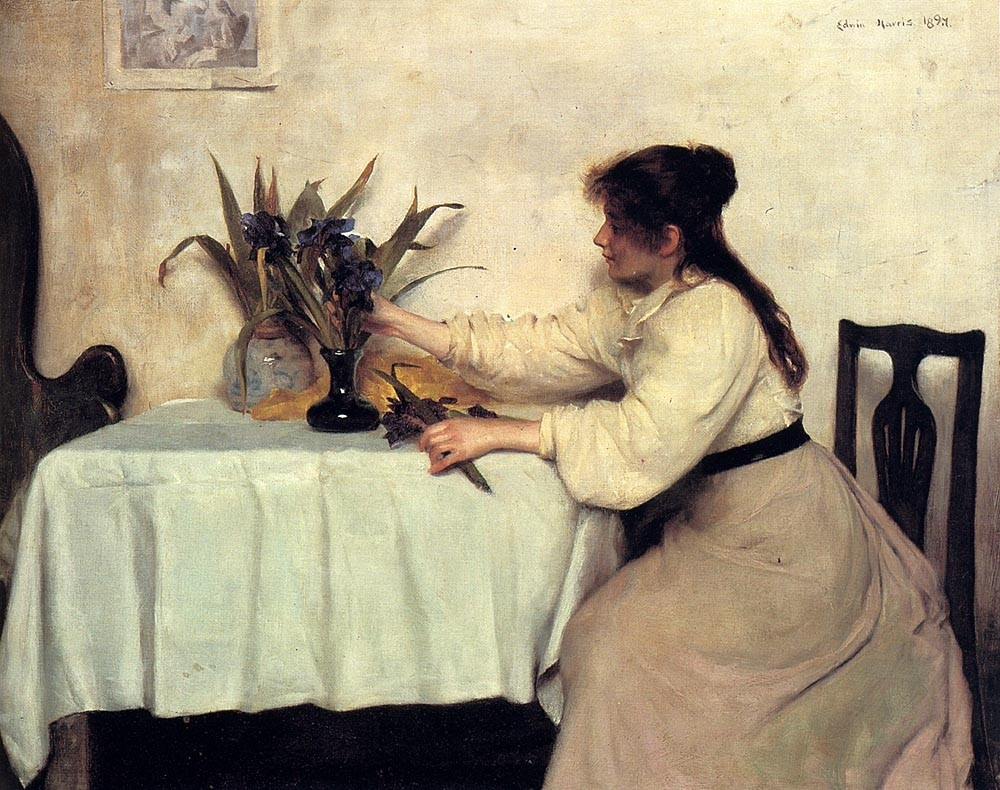
Уход за ирисами (1897)
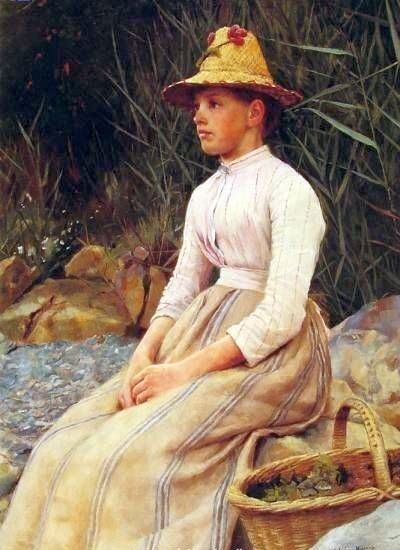
Собирательница ракушек
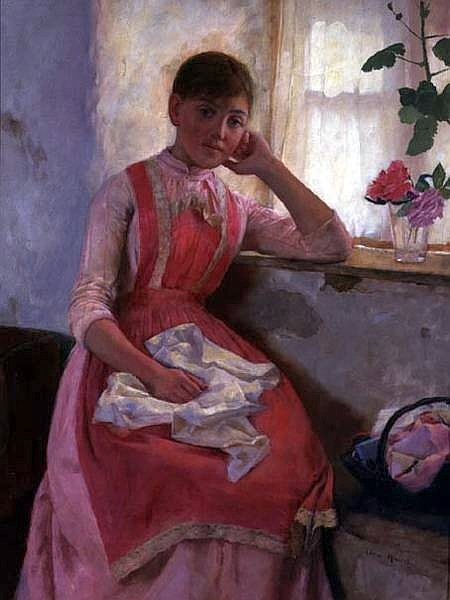
Девочка в красном переднике
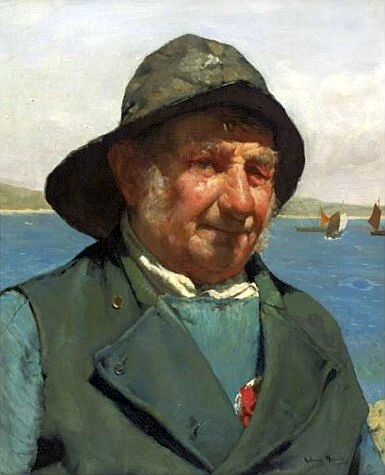
Старый морской волк
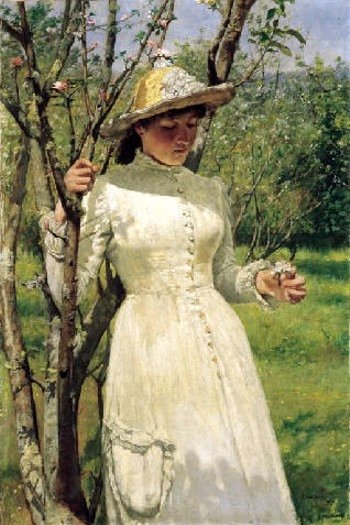
Среди цветения (1884)
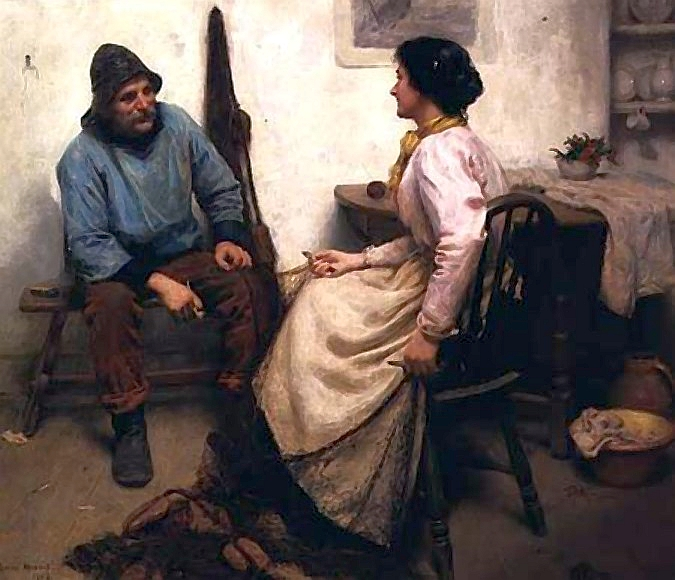
Починка сети
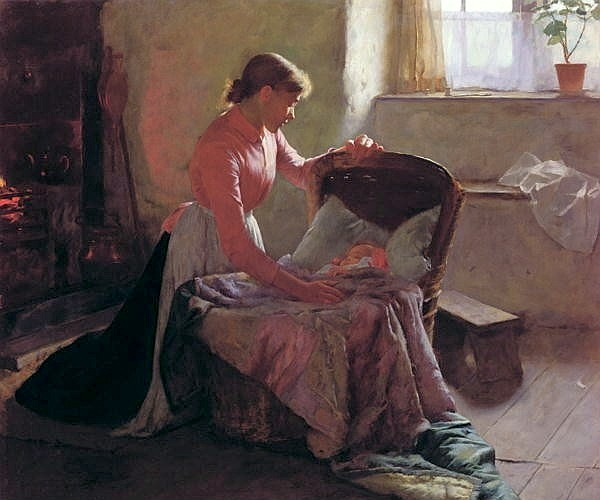
Сладкие сны (1892)